# Sunday Morning (bài hát của The Velvet Underground)
"Sunday Morning" là ca khúc của ban nhạc The Velvet Underground, hợp tác cùng nữ ca sĩ người Đức Nico. Đây là ca khúc mở đầu cho album đầu tay năm 1967 của họ, The Velvet Underground & Nico và cũng là đĩa đơn được phát hành cùng với "Femme Fatale" trước đó vào năm 1966.

## Thu âm
Tháng 11 năm 1966, Wilson đưa cả nhóm tới phòng thu Mayfair Recording Studios ở Manhattan. Theo ý kiến của nhà sản xuất Tom Wilson, album cần 1 ca khúc hát chính bởi Nico để làm đĩa đơn mới. Ca khúc mới được sáng tác theo giọng của Nico và được Lou Reed và John Cale hoàn thiện trong buổi sáng chủ nhật. Ban nhạc ban đầu dự định trình diễn ca khúc với Nico hát chính, nhưng khi thu âm, Reed lại là người hát chính, còn Nico chỉ tham gia hát nền phía sau. Những bản băng thâu nháp cuối cùng cho thấy "Sunday Morning" là ca khúc được ghi ngay trước "I'm Waiting for the Man". Đây chính là ca khúc cuối cùng được thu âm cho album The Velvet Underground & Nico.
Theo Reed, chủ đề của ca khúc là gợi ý từ Andy Warhol:
"Andy hỏi: "Sao cậu không viết một bài về chứng hoang tưởng?" Tôi nghĩ điều đó thật tuyệt và tôi viết nên câu "Watch out, the world's behind you, there's always someone watching you" mà tôi có thể cảm nhận hội chứng này tới mức tột đỉnh khi mà thế giới luôn quan tâm theo dõi bạn."
Với mục đích tạo nên bản hit cho album, "Sunday Morning" sử dụng nhiều hiệu ứng và cách sản xuất tân tiến hơn các ca khúc khác trong album. Cale gợi ý sử dụng celesta khi anh nhìn thấy nhạc cụ này trong phòng thu và quyết định dùng nó để thu âm. Anh cũng chơi viola và piano khi ghi đè, trong khi Sterling Morrison, vốn là tay guitar phụ của nhóm, buộc phải chơi bass dù không hề thích nhạc cụ này.

## Thành phần tham gia sản xuất
- Lou Reed – hát chính, guitar lead.
- John Cale – celesta, viola, piano.
- Sterling Morrison – bass.
- Maureen Tucker – định âm.
- Nico – hát nền.

## Các bản hát lại
"Sunday Morning" từng được hát lại bởi rất nhiều nghệ sĩ, có thể kể đến Rusty, Villagers, Bettie Serveert, Beck, Chris Coco & Nick Cave, Nina Hagen, James, Oh-OK, Elizabeth Cook, NY Loose, the Feelies, Orchestral Manoeuvres in the Dark, The Queers, Strawberry Switchblade, Wally Pleasant, Matthew Sweet và Susanna Hoffs. Nhóm song ca rock Nhật Bản Flare bao gồm Sugizo và Yuna Katsuki, cũng đưa ca khúc này vào trong đĩa đơn năm 2004 của mình là "Uetico". Nhóm The Teenage Kissers của Nhật cũng thu âm ca khúc này trong album đầu tay Virgin Field. Belle & Sebastian cũng trình diễn ca khúc này trong các buổi trình diễn trực tiếp. Ấn bản trực tiếp bởi ban nhạc Oh-OK sau này cũng được đưa vào album tuyển tập The Complete Recordings.
Bản hát lại của nhóm Doug Anthony All Stars được đưa vào mùa 1 của serie phim hài DAAS Kapital của Úc, song không xuất hiện trong ấn bản DVD hay đoạn sitcom khoa học viễn tưởng vì "những ràng buộc hợp đồng... và chúng tôi chưa bao giờ được trả tiền để ưu tiên sử dụng nó", theo Paul McDermott.
Các đoạn hợp âm được Mark Kramer sử dụng trong ca khúc "Don't Come Around". Trong phần ca từ, câu hát "I love this song" hàm ý chỉ các ca khúc của The Velvet Underground đều xuất sắc hơn của Kramer.